# Frikyrka
En frikyrka är ett kristet trossamfund där medlemskapet bygger på frivillighet. Termen används som motsats till statskyrka eller folkkyrka. Begreppet är sammankopplat med väckelse och många frikyrkor har historiskt kallats för väckelserörelser. Frikyrkor har även uppstått genom utbrytning ur befintliga kyrkor. 

## Historik
Med början i 1500-talet uppstod i Europa ett flertal kristna strömningar så som anabaptism, herrnhutism, pietisme och puritanism, som alla tog sikte på förnyelse eller brott med delar av kyrkans praktik och lära. Ett flertal stater uppfattade behovet av en enhetskyrka, och under 1700-talet motverkade flera länder privata religiösa samlingar och sammanslutningar.
Begreppet frikyrka är tidigast belagt i Skottland 1843, då ungefär en tredjedel av prästerna i Skotska kyrkan (eng. Church of Scotland) bröt sig ur den etablerade statskyrkan för att, under David Welsh och Thomas Chalmers, bilda Skotska frikyrkan (eng. Free Church of Scotland). Utbrytargruppen ansåg att staten inkräktade på kyrkans andliga självständighet, vilket bland annat tog sig uttryck i hur präster utsågs, hur patronatsrätten användes mot församlingsfolkets vilja, och hur inomkyrkliga frågor avgjordes i civilrättsliga domstolar i stället för av kyrkans egna institutioner.
Under 1800-talets andra hälft följde sedan flera utbrytningar i andra europeiska länder, och i Europa blev begreppet frikyrka en motpol till den etablerade statskyrkan. I Amerika hade USA:s konstitution sedan 1791 förbjudit kongressen att etablera en statskyrka. Därför utgjorde samtliga församlingar på den nya kontinenten frikyrkor.
I Norden refererar frikyrka i huvudsak till de trossamfund som är framvuxna ur väckelserörelser, med sin uppkomst inom eller utanför den lutherska statskyrkan. De är ofta demokratiska folkrörelser som kännetecknas av lågkyrkliga inslag, med betoning på personlig omvändelse och lekmannaengagemang. I modern tid har invandrarkyrkor och ett antal nya rörelser också tillkommit.
I Sverige (med Finland) inleds utvecklingen under 1700-talet med pietistiska läsarrörelser, men får sedan sin egentliga startpunkt på 1850-talet efter att Sverige och Finland skilts åt. Den första fria Svenska församlingen bildas i Vallersvik i september 1848, efter att fem vuxna låtit döpa sig och firat nattvard tillsammans. Gudstjänsten var ett brott mot konventikelplakatet, som sedan 1726 förbjöd religiösa sammankomster utanför statskyrkans hägn. Konventikelplakatet avskaffades i Sverige 1858.

## Kännetecken

### Styrelsesätt
I många frikyrkor är församlingarna självstyrande och oberoende från varandra, så kallad kongregationalism. Församlingarna kan ofta samverka inom regionala, nationella eller internationella organisationer, men förblir självständiga och de gemensamma samverkansorganen är inte överordnade församlingarna. Den kongregationalistiska kyrkosynen är vanlig inom baptistiska, pentekostala och karismatiska sammanhang.
Kongregationalism är nära besläktad med presbyterianism, som beskriver styrelsesättet inom reformerta församlingar. Här ligger ledningen av församlingen på en grupp valda ledare, ofta kallade presbyter eller äldste.
Andra frikyrkor tillämpar en episkopal kyrkosyn, där kyrkan leds av dess biskopar. I episkopala rörelser kan ämbetssyn och apostolisk succession spela en framträdande roll. Exempel på episkopala frikyrkor är Metodistkyrkan, och i viss mån även Frälsningsarmén.

### Andra särdrag
Enligt vad som presenteras i den teologiska tidskriften Tro & Liv, nummer 1, 2008, utmärker sig frikyrkorörelsen av:
- Delvis gemensamt ursprung
- Frivillighet i medlemskap
- Inga territorialprinciper för medlemskap
- Platt beslutsstruktur, långt ifrån hierarkiska strukturer som kan finnas i andra kyrkotraditioner
- Frivilliga arbetsinsatser, där få personer erhåller ersättning för sin insats
- Frihet kan också röra gudstjänstformen
- Bibelns auktoritet framhävs
- En stark missionsverksamhet anses viktig
- Predikokultur betecknas som intensiv och syftar till personligt fördjupat lärjungaskap

## Inomkyrkliga rörelser
Inom de flesta större kyrkor finns inomkyrkliga väckelserörelser som valt att stanna kvar inom sitt trossamfund, och verka som förnyelserörelser. Sådana organisationer kan organisera egna gudstjänster, bönegrupper och aktiviteter; ansvara för utbildning av pastorer och präster; bedriva skolor och utvecklingsverksamhet, eller på andra sätt påverka och forma sitt kyrkosammanhang.
I Norden finns flera exempel på lågkyrkliga organisationer, ofta framväxta som lokala missionsföreningar under 1800-talet, som fungerar på detta sätt. Det gäller till exempel Evangeliska fosterlandsstiftelsen (EFS) i Sverige, inremissionen i Norge och Svenska Lutherska Evangeliföreningen i Finland. Oasrörelsen är ett exempel på en liknande rörelse bildad på 1980-talet i Sverige och senare även i Finland. I norra Finland, men även i norra Sverige, har laestadianismen spelat en viktig roll som inomkyrklig predikorörelse med egna bönhus och samlingar.
I Danmark finns en likartad utveckling som i övriga Norden, men med utgångspunkt inom ramen för Folkekirken. Prästen och politikern N. F. S. Grundtvig drev på för att ge danskarna rätt att själva välja vilken präst och församling de skulle tillhöra, och även upprätta en ny en ny församling där det behövdes. Sådana valförsamlingar (danska: valgmenighed) bildades alltså inom Folkekirkens ram, och i Danmark står därför valförsamling och friförsamling i kontrast med varandra.

## Frikyrkosamfund i Sverige
Frikyrkorörelsen är en stor svensk folkrörelse. Den har sina rötter i pietismen på 1700-talet och det oorganiserade "läseriet" under tidigt 1800-tal. Influenser hämtades också från anglosaxiska väckelserörelser, såsom metodismen och väckelseevangelister som Dwight Lyman Moody.  Baptismens historia i Sverige började 1848 då åtta personer genomförde ett baptistiskt dop. Andra organiserade rörelser började också framträda i mitten av 1800-talet (den så kallade nyevangeliska väckelsen): Delar av denna rörelse, däribland Evangeliska fosterlandsstiftelsen (EFS), behöll sina organisatoriska band till Svenska kyrkan och räknas därför inte som frikyrkor, men som missionsrörelser. Andra, såsom Svenska missionsförbundet/Svenska missionskyrkan, klippte banden och bildade egna trossamfund, frikyrkor.
1 januari 1997 bildades ett kyrkosamfund med arbetsnamnet Nybygget – kristen samverkan av Örebromissionen och Helgelseförbundet/Fribaptistsamfundet. Samfundet bytte i september 2002 namn till Evangeliska Frikyrkan.
4 juni 2011 bildades ett kyrkosamfund med arbetsnamnet Gemensam framtid av Metodistkyrkan i Sverige, Svenska baptistsamfundet och Svenska missionskyrkan. Samfundet bytte i maj 2013 namn till Equmeniakyrkan.
Följande samfund är medlemmar i Sveriges frikyrkosamråd.
- Adventistsamfundet
- Equmeniakyrkan
- Evangeliska Frikyrkan (EFK)
- Frälsningsarmén (FA)
- Pingst - Fria församlingar i samverkan
- Svenska Alliansmissionen
- Vineyard Norden

Därtill finns ytterligare ett stort antal mindre frikyrkosamfund som ej är medlemmar i  Sveriges frikyrkosamråd (se Lista över frikyrkor i Sverige).

### Geografisk utbredning
Frikyrkornas ställning har stor betydelse beroende på var i Sverige man befinner sig. Jönköpings län brukar i allmänhet ses som "frikyrkolänet" (eller en del av bibelbältet) med en stor andel frikyrkor. I kommunerna Sävsjö och Gnosjö är denna tradition särskilt stark men även andra kommuner i området såsom Vetlanda, Mullsjö och Jönköpings kommun har en mycket stark frikyrklig tradition. Motsatsen går att se inte speciellt långt ifrån Jönköpings län, i Kalmar och Kronobergs län, län som i allmänhet brukar betecknas som gammal- och högkyrkliga, och där Svenska kyrkan har en stark ställning.